# Ciniod Ier
Ciniod mac Uuredech ou Wredech (Feradach) fut un roi des Pictes de 763 à 775.

## Origine
La « Chronique Picte » accorde à ce roi un règne de 12 ans. Il est considéré par William Arthur Cummins comme le fils d’une princesse Picte et de Feradach mac Selbaich, capturé avec son frère le roi Dúngal mac Selbaich par le roi des Pictes Oengus Ier en 736 selon les Annales d'Ulster et qui aurait épousé une parente (fille ou nièce) de son vainqueur. Dans ce contexte il aurait succédé à son autre parent Brude mac Fergus le frère d'Oengus Ier.
Cette identification n'est toutefois pas compatible avec celle de la lignée paternelle de son successeur Álpin mac Uuroid que Alex Woolf considère comme son frère

## Règne
Quelle que soit son origine familiale, Ciniod est un roi des Pictes du Sud et il doit faire face en 768 à  une offensive menée par Áed Find en Fortriú.
L’Historia regum de Siméon de Durham précise par ailleurs que le roi de Northumbrie Alhred, déposé en 774 par son compétiteur Æthelred Ier, se réfugie chez les Pictes où il est reçu par le « Rex Pictorum Cynoth ». La mort de Ciniod mac Uuredech est mentionnée en 775 par Siméon de Durham dans son Historia, ainsi que dans les Annales d'Ulster qui le nomment Cinadu.
Marjorie Ogilvie Anderson estime que le « Garnach fils de Ferath/Feradach » mentionné dans les Listes de rois Pictes postérieures est Ciniod mac Uuredech. la liste D relève un règne de 24 ans (12 X 2)  pour Garnach entre « Bredei f.Derelei » et « Onegussa f.Bruide  ». les Listes F1,F2 et I attribuent elles aussi un règne de 24 ans à ce même Garnath entre les règne de Nechton mac Derelei et Onuist mac Urguist

## Postérité
Quelques lignes plus loin en 778, on relève dans les mêmes Annales la mort d’« Eithne ingen Cinad » qui était vraisemblablement sa fille. C’est a priori la seule mention d’une princesse Picte dans les Annales irlandaises.